# Filippo Anfuso
Filippo Anfuso, italijanski pisatelj, novinar, častnik, diplomat in fašistični politik, * 1. januar 1901, Catania, † 13. december 1963, Rim.